# ウィルキン・デラロサ
ウィルキン・アンソニー・デ・ラ・ロサ（Wilkin Anthony De La Rosa 、1985年2月21日 - ）は、ドミニカ共和国エル・セイボ出身のプロ野球選手（投手）。左投左打。

## 経歴
2007年にニューヨーク・ヤンキースとマイナー契約。同年はルーキーリーグのガルフ・コーストリーグ・ヤンキースでプレーし、12試合に登板した。
2008年、A級のチャールストン・リバードッグスでプレーし、7勝3敗、防御率2.29、110奪三振という成績を残し、40人ロースターに入ったが、メジャーで登板することはできなかった。
2009年は主にAA級のトレントン・サンダーでプレー。16試合に先発し、4勝5敗の成績を残す。
2010年もトレントン・サンダーでプレーしたが、2勝4敗の成績に終わる。同年、ヤンキースから契約を解除される。
2011年は米独立リーグのカムデン・リバーシャークスでプレーしていたが、同年途中にロサンゼルス・ドジャースとマイナー契約を結ぶ。シーズン終了後に契約を解除された。
2012年はシンシナティ・レッズとマイナー契約を結び、AA級のペンサコーラ・ブルーワフーズで46試合に登板した。
2013年はレッズAAA級のルイビル・バッツでプレーしたが、8試合で防御率8.10の成績に終わる。同年8月15日にBCリーグ・富山サンダーバーズへの入団が発表された。入団から2日後の17日に石川戦で来日初登板を果たした。

## 詳細情報

### 年度別投手成績
| 年 度     | 球 団     | 登 板 | 勝 利 | 敗 戦 | セ 丨 ブ | 完 投 | 勝 率 | 投 球 回 | 打 者 | 被 安 打 | 被 本 塁 打 | 奪 三 振 | 与 四 球 | 与 死 球 | 失 点 | 自 責 点 | 暴 投 | ボ 丨 ク | 失 策 | 防 御 率 | W H I P |
| --------- | --------- | ----- | ----- | ----- | -------- | ----- | ----- | -------- | ----- | -------- | ----------- | -------- | -------- | -------- | ----- | -------- | ----- | -------- | ----- | -------- | ------- |
| 2013      | 富山      | 3     | 0     | 1     | 0        | 0     | .000  | 3.0      | 13    | 4        | 0           | 2        | 0        | 0        | 2     | 2        | 0     | 1        | 0     | 6.00     | 1.33    |
| 通算：1年 | 通算：1年 | 3     | 0     | 1     | 0        | 0     | .000  | 3.0      | 13    | 4        | 0           | 2        | 0        | 0        | 2     | 2        | 0     | 1        | 0     | 6.00     | 1.33    |

### 背番号
- 42（2013年）